# ピーターパン症候群
ピーターパン症候群（ピーターパンしょうこうぐん）またはピーターパンシンドロームとは、1983年にアメリカ合衆国の心理学者ダン・カイリーが著した『ピーターパン症候群』（原題：Peter Pan Syndrome）で提唱された通俗心理学の用語。「誰でも持っている問題の一種」であり、心理学・精神医学の正式な用語ではない。従ってアメリカ精神医学会出版の「精神疾患診断統計マニュアル」には記載されていない。ゆえに診断できない概念であるが、自己愛性パーソナリティ障害と重複することがある。

## 概要
大人という年齢に達しているが、精神的に大人になれない男女を指す言葉。カイリーは著書の中で、ピーターパン症候群を「成長する事を拒む男性」とも定義している。また同作家は、これに関連して『ウェンディ・ジレンマ』（原題：Wendy Dilemma）も1984年に出版している。

## 心理学的アプローチ
ピーターパン症候群患者の心理学的なアプローチとしては、言動が「子供っぽい」という代表的な特徴をはじめ、精神的・社会的・性的な部分にリンクして問題を引き起こし易いという事例が挙げられている。過去に解析されてきた事象のほとんどでその症状に陥ったと思われる人物が「男性」であるという点もこの症候群が男性にのみ訪れるという特色を示している。
カイリーは著書の中でピーターパン症候群患者を「ピーターパン」と綴ってその症状・特徴を述べている。
著書の内容を大まかにまとめると以下のようなものである。
「ピーターパン」は人間的に未熟でナルシシズムに走る傾向を持っており、『自己中心的』・『無責任』・『反抗的』・『依存的』・『怒り易い』・『ずる賢い』というまさに子供同等の水準に意識が停滞してしまう大人を指す。ゆえにその人物の価値観は「大人」の見識が支配する世間一般の常識や法律を蔑ろにしてしまうこともあり、社会生活への適応は困難になり易く必然的に孤立してしまうことが多い。また「ピーターパン」は年齢的には大人の男性である「少年」で、母親に甘えている時や甘えたいと欲している時に、母性の必要を演じる傾向も持ち合わせている。（所謂幼児回帰の要素も含んでいる）
またカイリーは著作の中で、ピーターパンの性格を機能不全で誰かに頼らざるを得ない家族になぞらえて説明した。これは同博士によって著わされた「ウェンディ・ジレンマ」にも通ずる問題提起となっている。
これらの症状に陥る条件としては、近親者による過保護への依存、マザーコンプレックスの延長、幼少期に受けた苛めもしくは虐待による過度なストレス、社会的な束縛感・孤立感・劣等感からの逃避願望、物理的なものでは脳の成長障害なども関係しているのではないかと諸説が唱えられているものの、現段階での学識的な因果関係としてはあくまで推測の域である。

## 性感覚における特徴
カイリーの提起から受け継がれた各国の心理専門家によって、さらにその症状や特徴は詳細に分析されてきている。
また、この手の症状は小説をはじめとする各著書でも取り上げられることもあり、世間認識を逸脱した異型の男女関係を画くひとつのセオリーとしてピックアップされることもある。

## 「ウェンディ」
「ウェンディ」とは、年齢的には大人の「少女」で、「ピーターパン」の母親的役割を演じる人の事を指す。カイリーは、誰かに頼っているカップル同士の関係の中で「ウェンディ」が「ピーターパン」に行う事柄は、時に不満がこぼされることもあるが過保護で独占的で、彼女はいわば「殉教者」のようなものであると述べた。